# روبن غاردنر
روبن غاردنر (بالإنجليزية: Robin Gardner)‏ هو لاعب كرة قدم بريطاني، ولد في 23 فبراير 1934 في لدبوري ‏ في المملكة المتحدة. لعب مع نادي هيرفورد.

## وصلات خارجية
- روبن غاردنر على موقع إي آس بي آن كريك إنفو (الإنجليزية)